# Stethynium atrum
Stethynium atrum är en stekelart som beskrevs av Girault 1928. Stethynium atrum ingår i släktet Stethynium och familjen dvärgsteklar. Inga underarter finns listade i Catalogue of Life.